# Правовая система Польши
Систе́ма права́ Респу́блики По́льша — система права, совокупность правовых норм, регулирующих общественные отношения на территории Польши.